# چهارمضراب
چهارمضراب یک فرم از موسیقی سازی (بدون آواز) و متریک است که در موسیقی سنتی ایرانی رواج دارد. چهارمضراب معمولاً جزو تندترین بخش‌های موسیقی سنتی ایران دانسته می‌شود و عموماً میزان‌بندی 6
8 یا 6
16 دارد.
اجرای چهارمضراب در ابتدا روی سازهای تار و سه‌تار مرسوم بود و احتمال دارد که نام آن به نواختن هر چهار سیم این سازها توسط نوازنده اشاره کند یا به این اشاره کند که در اجرای این گونه موسیقی، زخمه‌هایی که با مضراب به سیم‌ها زده می‌شد، الگویی چهارتایی داشته‌اند. با این حال، چند وجه تسمیه احتمالی دیگر نیز برای چهارمضراب مطرح شده‌است. در دوره‌های معاصرتر، چهارمضراب برای سازهای دیگر از جمله ویولن و کمانچه نیز نوشته و اجرا شده‌است و اجرای آن با همراهی یک ساز ضربی نظیر تنبک یا با کمک دو ساز مختلف نیز متداول گشته‌است. در توصیف نحوهٔ اجرای چهارمضراب از اصطلاح‌های «پایه» و «واخوان» استفاده می‌شود که پایه به الگوی ساده‌ای که در زمینهٔ چهارمضراب مرتب تکرار می‌شود، اشاره می‌کند و واخوان به نت‌های تک تکی که بین الگوی پایه اجرا می‌شوند و ملودی چهارمضراب را شکل می‌دهند.
موسیقی‌شناسان در مورد کاربرد چهارمضراب اتفاق نظر ندارند؛ برخی آن را وسیلهٔ تمرین نوازنده می‌دانسته و از این جهت آن را با اتود در موسیقی کلاسیک غربی مقایسه کرده‌اند، دیگران آن را حاصل خلاقیت آهنگسازان برای کاهش یکنواختی اجرای موسیقی ردیفی دانسته‌اند و از دید عده‌ای هدف از اجرای چهارمضراب نمایش دادن مهارت نوازندهٔ ساز و استراحت دادن به خواننده بوده‌است.
در بین فرم‌های موسیقی سنتی ایرانی، چهارمضراب قدمت کمتری دارد. شکل‌گیری چهارمضراب‌های جدید را به درویش‌خان نسبت داده‌اند و از حبیب سماعی، ابوالحسن صبا، مرتضی محجوبی، جواد معروفی، علی تجویدی و فرامرز پایور به عنوان سازندگان چهارمضراب‌های معروف نام برده می‌شود. از پایور آلبومی به نام چهارمضراب نیز برجای مانده‌است.

## تعریف
چهارمضراب یک فرم سازی (بدون آواز) و متریک در موسیقی ایرانی است که معمولاً طی یک فرآیند آهنگسازی — گاه از پیش و گاه حین بداهه‌نوازی — بر روی یک ضرب‌آهنگ پایه ساخته می‌شود. چهارمضراب معمولاً تندترین قطعهٔ موسیقی است و معمولاً میزان‌بندی 6
8 یا 6
16 دارد.

## ریشهٔ نام

قدما در پایهٔ چهارمضراب، دو ضربه بر سیم سفید، یک ضربه بر سیم زرد و یک ضربه بر سیم بم می‌زدند که ممکن است ریشهٔ نام چهارمضراب همین باشد.
بی‌قاب|چپ|چهارمضراب با تار

اجرای چهارمضراب ابتدا روی سازهای مضرابی نظیر تار، سه‌تار و سنتور متداول بوده و بعداً روی سازهای دیگر مثل ویولن رواج و توسعه پیدا کرده‌است. علی‌اکبر دهخدا در لغتنامه‌اش این حدس را مطرح می‌کند که چهارمضراب به این دلیل چنین نام گرفته که در آن بر هر چهار سیم تار نواخته می‌شود. دکتر خاچی نیز نظری مشابهی دارد؛ به عقیدهٔ او از آنجا که سیم‌های ساز تار به صورت جفتی تعبیه می‌شوند و از آنجا که در زمان چهارمضراب‌نوازی به یک جفت سیم زیر و یک جفت سیم بمتر همزمان زخمه زده می‌شود، نام چهارمضراب به آن داده شده‌است که ژان دورینگ معنای نام چهارمضراب را در نواختن چهار ضربه با مضراب بر روی یک سیم می‌داند. محمدعلی بهارلو نیز همین نظریه را مطرح کرده‌است و می‌گوید که در چهارمضراب‌های قدیمی که کوتاه هم بودند، پایهٔ چهارمضراب نیازمند چهار ضربه بود (همچنین بخش § ساختار را ببینید). فرهاد فخرالدینی هم این دیدگاه را تأیید می‌کند و می‌نویسد که قدما پایه‌های چهارمضراب را با دو ضربه بر سیم سفید، یک ضربه بر سیم زرد و یک ضربه بر سیم بم اجرا می‌کردند که مجموعاً متشکل از چهار ضربهٔ مضراب بود. البته بهارلو اشاره می‌کند که پایهٔ خیلی از چهارمضراب‌ها چهارضربی نیست، و این نام کماکان بر حسب عادت برای توصیف این فرم استفاده می‌شود اگرچه وجه تسمیه‌اش برای همهٔ مصادیق این فرم دقیقاً صادق نباشد. محمدرضا لطفی نیز به این تنوع ضرب در پایهٔ چهارمضراب‌ها اشاره کرده و می‌گوید که برای ترکیب‌های دو ضربی، سه ضربی و ... از اصطلاحاتی مثل «دو مضراب» و «سه مضراب» و ... نیز استفاده می‌شود. برونو نتل وجه تسمیهٔ آن را چنین می‌داند که چهارمضراب به قدری سریع نواخته می‌شود که گویی چهار نفر دارند با مضراب‌هایشان ساز را همزمان می‌نوازند.
زخمه‌هایی که با مضراب به سیم زده می‌شوند، معمولاً با دو اصطلاح «راست» (به معنای ضربه از بالا به پایین) و «چپ» (به معنای ضربه از پایین به بالا) شناخته می‌شوند و به ترتیب با نمادهای Λ و V نمایش داده می‌شوند. ترکیب چهارمضراب‌ها با استفاده از این نمادها نشان داده می‌شود؛ مثلاً یک ترکیب سه‌ضربی رایج به صورت
VΛΛ VΛΛ
نمایش داده می‌شود. از آنجا که ترکیب چهارضربی در چهارمضراب‌ها نادر است، دورینگ حدس می‌زند که در نامگذاری چهارمضراب، ضربه‌های چپ نادیده گرفته شده‌اند. لوید میلر هم نظر مشابهی دارد و چهارمضراب را توصیفی از ضرب‌های نامتقارن ضرب‌آهنگ شش و هشت (دو ضرب بلند و سپس دو ضرب کوتاه) می‌داند (در برخی متون از نمادهای ∧ و ∨ برای مضراب‌های راست و چپ و از نماد × برای مضراب جفت استفاده می‌شود).

## تاریخچه
از بین فرم‌های اصلی موسیقی ایرانی، چهارمضراب کمترین قدمت را دارد و آن را تنها می‌توان در ردیف استادان سدهٔ ۱۹ میلادی به بعد یافت. چهارمضراب و تصنیف، شکل‌هایی از موسیقی سنتی ایرانی هستند که در موسیقی عامه‌پسند معاصر ایران هم دیده می‌شوند. اگرچه چهارمضراب از دورهٔ قاجاریه متداول شد اما احتمال دارد که آنچه عبدالقادر مراغه‌ای با نام «ترجیعات» توصیف کرده، گونه‌ای موسیقی شبیه به چهارمضراب باشد یا چهارمضراب از آن ریشه گرفته باشد.
به گفتهٔ روح‌الله خالقی، چهارمضراب در ابتدا برای سازهای تار و سنتور مرسوم بود و سازهای کمانه‌ای (نظیر ویولن و کمانچه) برای اجرای چهارمضراب به کار نمی‌رفتند؛ او همچنین سازهای بادی (نظیر نی) را اساساً برای اجرای چهارمضراب نامناسب می‌داند. وی شکل‌گیری چهارمضراب‌های جدید را به درویش‌خان نسبت داده‌است و از حبیب سماعی هم به عنوان یکی از ابداع‌کنندگان چهارمضراب‌های مطلوب برای ساز سنتور یاد کرده‌است. همچنین به گفتهٔ او اولین چهارمضراب‌هایی که برای ساز ویولن ساخته می‌شدند، بسیار یکنواخت بودند و از تکنیک‌های آرشه کشیدن بی‌بهره بودند اما پس از آن که علینقی وزیری در کتاب دستور ویولن چهارمضراب‌هایی با تکنیک‌های مختلف آرشه ارائه کرد، ابوالحسن صبا چهارمضراب‌های مناسب برای ویولن را به کمال رسانید. محمدعلی بهارلو نیز این روند گسترش چهارمضراب از تار و سه تار به کمانچه و ویولن را تأیید کرده‌است. پایه‌گذاری چهارمضراب برای ساز پیانو نیز به مشیر همایون نسبت داده می‌شود و اگرچه پس از او مرتضی محجوبی و جواد معروفی شکل‌های پیشرفته‌تری از چهارمضراب برای پیانو ساختند اما از دید خالقی تمام این‌ها از تکنیک‌های نوازندگی پیانو بی‌بهره بودند.
محمدرضا لطفی، بر نقش رضا محجوبی (برادر مرتضی محجوبی) بر گسترش و رواج چهارمضراب تأکید کرده‌است. او می‌گوید که رضا محجوبی پایه‌های مختلفی برای چهارمضراب ابداع کرد و با ساز ویولن نواخت، اما تنها از تعداد کمی از آن‌ها نسخهٔ ضبط‌شده باقی مانده‌است. از میان چهارمضراب‌های رضا محجوبی که باقی مانده‌اند، یکی از آن‌ها چهارمضرابی در دشتی است که بعداً توسط برادرش مرتضی محجوبی برای ارکستر گل‌ها تنظیم و اجرا شد. در سال‌های ۱۳۵۰ تا ۱۳۵۵ ه‍.ش چهارمضراب‌های بیشتری نیز برای ارکستر تنظیم و در رادیوی ایران اجرا شدند.
بابک خضرائی نیز چهارمضراب‌ها را به شکلی مشابه به دو دوره تقسیم می‌کند؛ چهارمضراب‌های پیش از مشروطه که معمولاً کوتاه هستند، تنها چند گوشه در آن‌ها اجرا می‌شود، و وزن و مضراب‌گذاری آن‌ها تغییر چندانی نمی‌کند و نمونه‌شان را می‌توان در ردیف‌های میرزاعبدالله و ابوالحسن صبا دید، و چهارمضراب‌های پس از مشروطه که مفصل هستند، در گوشه‌های مختلف دستگاه سیر می‌کنند، وزن و مضراب‌گذاری‌شان در طول قطعه تغییر می‌کند و درویش‌خان و حبیب سماعی از نخستین سازندگان آن‌ها بودند.
در قدیم، چهارمضراب در ابتدای برنامهٔ موسیقی نواخته می‌شده ولی بعداً اجرای آن در لابه‌لای برنامه نیز متداول شده‌است. از این جهت، چهارمضراب با پیش‌درآمد (که همیشه در ابتدای برنامه اجرا می‌شود) و رِنگ (که معمولاً در انتهای برنامه اجرا می‌شود) متفاوت است و جایگاه سیالی دارد.

## ساختار
ضرب‌آهنگ چهارمضراب‌ها متفاوت است. برخی منابع وزن‌ها دوضربی و گاهی سه‌ضربی را رایج شمرده‌اند اما وزن‌های 6
8 و 6
16 رایج‌ترین فرم چهارمضراب هستند. سایر وزن‌هایی که برای چهارمضراب متداولند عبارتند از 9
16 و 12
16؛ چهارمضراب‌های با وزن 2
4 و 3
4 نیز ساخته شده‌اند. مدت چهارمضراب‌ها را به‌طور معمول بین ۱۰ ثانیه تا یک دقیقه است. چهارمضراب‌ها معمولاً ساختاری ساده از تکرار نت‌ها دارند اما گاهی بسیار پیچیده و مرکب از نت‌های زینت فراوان هستند؛ چهارمضراب ماهور برای سه‌تار، اثر درویش‌خان، مثالی از چهارمضراب‌های پیچیده‌است. در اجرای چهارمضراب، یک الگوی ریتمیک مشخص بارها تکرار می‌شود. یک یا چند نت در این الگو ثابت می‌مانند و نت‌های دیگری که از میزانی به میزان دیگر تغییر می‌کنند معمولاً از یک الگوی بالارونده یا پایین‌رونده تبعیت می‌کنند (در هر میزان نسبت به میزان قبل یک درجه بالا می‌روند و پس از چند میزان در جهت عکس شروع به پایین رفتن می‌کنند تا به جای اول بازگردند).
به گفتهٔ داریوش صفوت، «مطلوب‌ترین» شکل اجرای چهارمضراب آن است که در آن یک ساز زخمه‌ای توسط یک ساز کوبه‌ای همراهی شود، مثل همراهی سنتور با تنبک. تنبک در این بین می‌تواند نقش نگاه داشتن پایه را نیز ایفا کند.

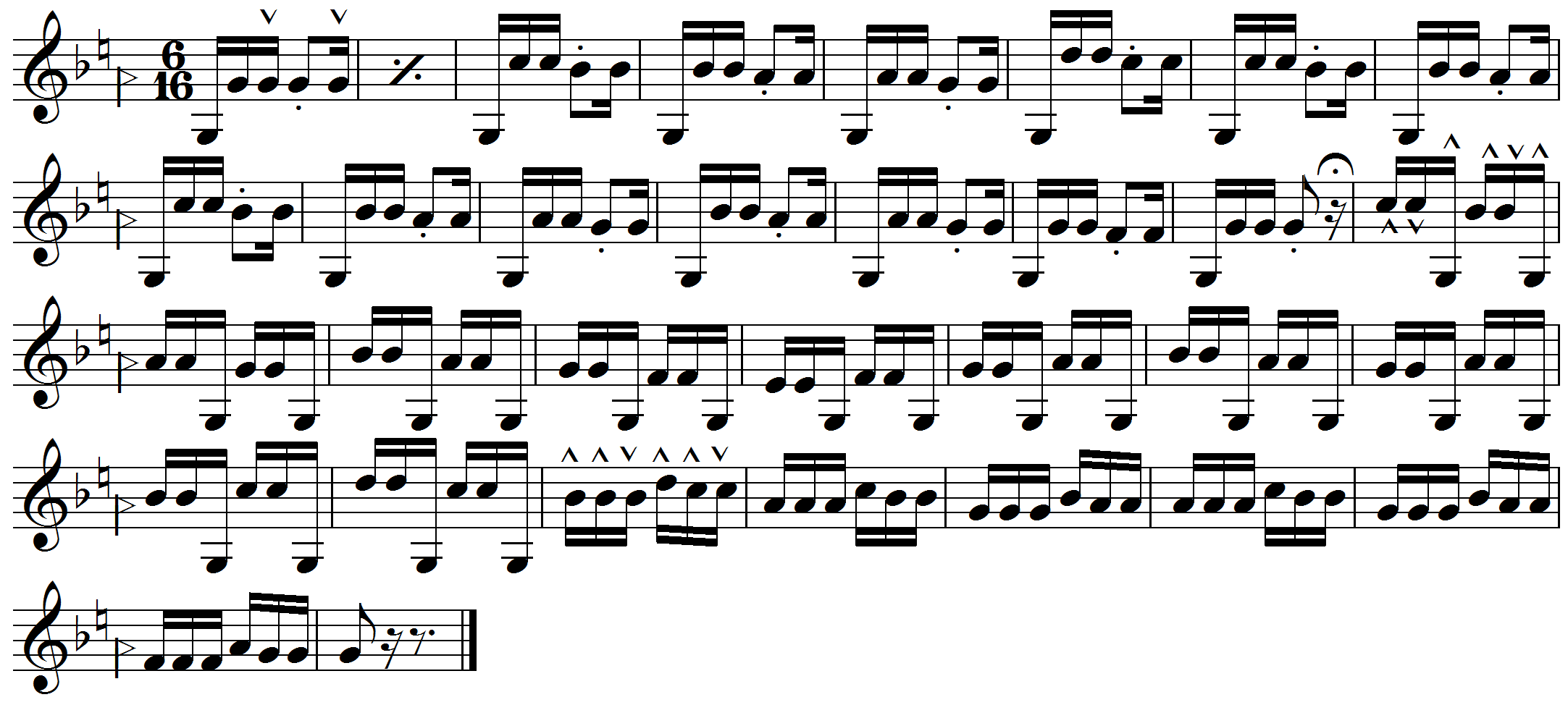
چهارمضراب ماهور برگرفته از ردیف موسی معروفی، در این روایت، چهارمضراب از «ماهور دو» به «شور سل» که درجهٔ ششم (می بکار) آن تغییر کرده‌است، پرده‌گردانی شده و پس از گوشه دلکش اجرا می‌شود.
بی‌قاب|چپ|چهارمضراب از ردیف موسی معروفی

### مقایسه با دیگر فرم‌های موسیقی
برونو نتل چهارمضراب را یک انتهای طیف ضربی موسیقی ایرانی می‌داند. انتهای دیگر این طیف آواز است که معمولاً غیر ضربی است. فرم‌های «نغمه» و «کرشمه» کمابیش ضرب مشخصی دارند. آنچه «ضربی» نامیده می‌شود، کاملاً ضرب‌آهنگ بارزی دارد و در نهایت درآمد و چهارمضراب قرار دارند که اولی ضرب‌آهنگی آهسته دارد و دومی ضرب‌آهنگی سریع. در مقابل برخی منابع، ردیف موسیقی ایرانی را به دو بخش کلی «آواز» و «ضربی» تقسیم می‌کنند، و انواع اصلی موسیقی ضربی را شامل چهارمضراب (شش یا دوازده ضربی و سریع)، رِنگ (شش ضربی و با سرعت متوسط و معمولاً همراه با رقص)، تصنیف (معمولاً شش ضربی و آهسته) و پیش‌درآمد (آهسته) بر می‌شمارند. رو هم رفته، چهارمضراب پرشتاب‌ترین ضرب را در فرم‌های موسیقی ایرانی دارد.
نتل ساختار پیش‌درآمد و چهارمضراب در موسیقی ایرانی را با ساختار روندو در موسیقی غربی مقایسه می‌کند که در آن یک تم اصلی تکرار می‌شود و ملودی‌های کوتاه و مرتبطی بین این تکرارها نواخته می‌شوند. تم اصلی معمولاً بر اساس درآمد دستگاهی که چهارمضراب (یا پیش‌درآمد) در آن نواخته می‌شوند، شکل می‌گیرد؛ در حالی که ملودی‌های لابه‌لا، معمولاً بر اساس دیگر گوشه‌های آن دستگاه هستند.
فرهاد فخرالدینی، با مقایسهٔ چهارمضراب و پیش‌درآمد نتیجه می‌گیرد که در چهارمضراب هم روند ملودی از گوشه‌های دستگاه یا آواز مربوط پیروی می‌کند اما میزان‌های به کار رفته در چهارمضراب متنوع‌تر هستند و سرعت اجرای ضرب‌ها نیز تندتر است.

### پایه و واخوان
در اجرای چهارمضراب، یک الگوی ریتمیک ساده تکرار می‌شود که به آن «پایه» گفته می‌شود. پایه ممکن است یک، دو یا سه میزان طول داشته باشد و تعداد ضرب‌های آن هم ممکن است چهار ضرب نباشد اما کماکان به اجرای آن با لفظ چهارمضراب اشاره می‌شود. نوازنده معمولاً الگوی پایه را چند بار تکرار می‌کند و سپس ملودی چهارمضراب را می‌نوازد و باز به پایه بازگشت می‌کند، و این روند بارها تکرار می‌شود. اگر چهارمضراب توسط چند ساز اجرا شود (مثلاً توسط تار و کمانچه)، یکی از سازها پایه را نگه می‌دارد و ساز دیگر به اجرای ملودی می‌پردازد، سپس نقش دو ساز برعکس می‌شود. گاهی هم یک ساز زمانی که ساز دوم به اجرای ملودی می‌پردازد سکوت می‌کند و پس از آن که ساز دوم به اجرای پایه بازگشت، ساز اول دوباره به آن می‌پیوندد. پایه برای نوازنده در اصل یک نوع استراحت شمرده می‌شود و به وی فرصت می‌دهد تا خود را برای بداهه‌نوازی در ملودیِ بعدی آماده کند. فخرالدینی، پایهٔ چهارمضراب را یک موتیف می‌داند و اشاره می‌کند که در حین گردش موسیقی به گوشه‌های دیگر، این موتیف مرتب تکرار و تقلید می‌شود و از همین طریق منجر به وحدت و یگانگی فرم چهارمضراب می‌شود. لطفی می‌گوید که آهنگسازان مختلف، پایه‌های مختلفی برای چهارمضراب‌هایشان به کار می‌برده‌اند که با نام خودشان به آن‌ها اشاره می‌شده مثلاً «پایهٔ چهارمضراب مرتضی محجوبی». لطفی همچنین اشاره می‌کند که یک دلیل استفاده از پایه، آن بوده که چهارمضراب‌های اولیه فقط توسط یک ساز (مثلاً تار) اجرا می‌شده‌اند و تنبک با آن‌ها همراهی نمی‌کرده و تکرار پایهٔ چهارمضراب، به تداوم احساس ضرب چهارمضراب کمک می‌کرده‌است.
در اجرای پایه، یکی از نت‌ها مدام تکرار می‌شود. به این نت، «واخوان» گفته می‌شود. معمولاً نت واخوان یکی از نت‌های غالب گوشه است، نظیر نت شاهد یا نت ایست. از همین رو، جابه‌جایی از گوشه‌ای به گوشهٔ دیگر می‌تواند باعث شود که نت واخوان نیز تغییر کند. در برخی اجراهای چهارمضراب، از دو سیم متفاوت برای اجرای ملودی و واخوان استفاده می‌شود، مثلاً واخوان با کمک سیم چهارم سازهای آرشه‌ای و مضرابی (مثل تار یا کمانچه) اجرا می‌شود و ملودی به طور همزمان روی سیم دیگری به پیش برده می‌شود.
به نظر می‌رسد که پدیدهٔ واخوان از دیرباز در موسیقی ایرانی وجود داشته‌است؛ چنان‌که در اجرای موسیقی با سرنا در کنسرت‌های مردمی مرسوم بوده‌است که دو سرنا با هم به اجرای موسیقی بپردازند که یکی واخوان را بدون انقطاع نگه می‌داشته و دیگری ملودی را اجرا می‌کرده‌است. گاهی نیز از سه سرنا استفاده می‌شد که سومی برای نگه داشتن واخوان وارد می‌شد تا نوازندهٔ دومی بتواند استراحت کند.
مرتضی حنانه اصطلاح «واخوان» را مترادف با نت پدال دانسته‌است و در کتاب گام‌های گمشده نوشته‌است که در سازهایی مانند تار که چهار سیم دارند، نوازنده عموماً انگشت‌گذاری را روی سیم‌های اول و دوم که صدای زیرتر و شفاف‌تری دارند انجام می‌دهد و از سیم سوم که صدای بم‌تر و خفه‌تری دارد معمولاً به صورت یک نت پدال یا واخوان استفاده می‌کند. محمدعلی بهارلو نیز این دو اصطلاح را برابر دانسته‌است. به گفتهٔ بهارلو، واخوان یا پدال، یکی از نت‌های اساسی پایهٔ چهارمضراب است که در سازهای آرشه‌ای به صورت ممتد، و در سازهای زخمه‌ای به صورت تک تک (منقطع) اجرا می‌شود. برای اجرای منقطع واخوان در سازهای آرشه‌ای می‌توان از تکنیک‌های آرشه‌کشی نظیر استاکاتو یا اسپیکاتو استفاده کرد. وی همچنین اشاره می‌کند که اغلب چهارمضراب‌ها به شکلی اجرا می‌شوند و ساز به شکلی کوک می‌شود که نت واخوان روی یکی از سیم‌ها به صورت «دست باز» (بدون فشردن انگشت روی رودسته) اجرا شود. این امر گاهی مستلزم تغییر کوک ساز است؛ مثلاً ممکن است کوک ویولن از «می - لا - ر - سل» تغییر داده شود تا حالت دست باز یکی از سیم‌ها، امکان اجرای نت پدال برای چهارمضراب در دستگاه مورد نظر را فراهم کند.

## کاربرد
خالقی کاربرد اصلی چهارمضراب را تمرین نوازنده می‌دانسته و از این جهت آن را با اتود در موسیقی غربی مقایسه کرده‌است. محمدعلی بهارلو نیز در کتابی که راجع به فرم‌های موسیقی ایرانی در دههٔ ۱۳۲۰ ه‍.ش منتشر کرد، می‌نویسد که عده‌ای از نویسندگان کتب و مقالات در آن زمان، فرم چهارمضراب را مردود دانسته‌اند و آن را فرمی یکنواخت و خسته‌کننده قلمداد کرده‌اند که یک نوع تمرین برای نوازندگان است.
اما ساسان سپنتا هدف از اجرای چهارمضراب را ایجاد تنوع، پرهیز از یکنواختی و نشان دادن مهارت نوازنده می‌داند. بهارلو نیز اشاره می‌کند که از آنجا که فرم چهارمضراب قدمت کمتری دارد، تنها در آثار جدیدتر به‌ویژه آثار ابوالحسن صبا است که به کمال رسیده‌است. با این حال او تأکید می‌کند که در صفحه‌هایی که از موسیقی‌دانان قدیمی‌تر به جای مانده نیز چهارمضراب‌هایی وجود دارد که نشان توجه آنان به این فرم بوده‌است و از این میان، چهارمضراب آقا حسینقلی را بیشتر از بقیه قابل توجه دانسته‌است.  فرهاد فخرالدینی هم این دیدگاه را تأیید می‌کند و اشاره می‌کند که بسیاری از آهنگسازان موسیقی ایرانی همچون ابوالحسن صبا، علی تجویدی و فرامرز پایور که متوجه کسالت شنوندگان پس از شنیدن موسیقی آوازی شده بودند، برای بسیاری از گوشه‌های ردیف چهارمضراب ساخته‌اند.
هرمز فرهت چهارمضراب را با فرم‌های پیش‌درآمد، رنگ و تصنیف که بر گروه‌نوازی متمرکز هستند، مقایسه می‌کند و هدف از اجرای چهارمضراب را نمایش دادن مهارت یک نوازندهٔ خاص ذکر می‌کند. به عقیدهٔ او در طول زمان با پررنگ‌تر شدن نقش نوازندگان در موسیقی ایران (تحت تأثیر موسیقی غربی) اجرای چهارمضراب‌ها هم افزایش یافته‌است. فخرالدینی هم یکی از کاربردهای چهارمضراب را استراحت دادن به خواننده، و دادن فرصتی به نوازنده برای به نمایش کشیدن توانمندی‌های خود می‌داند. وی اشاره می‌کند که در موسیقی ایرانی، خواننده همیشه بیشتر از دیگران هنرمندان مورد توجه بوده و این که آهنگسازان به ساختن قطعات بدون کلام همچون چهارمضراب روی می‌آوردند نیز، در واکنش به همین موضوع بوده‌است.

## نمونه‌ها
از حبیب سماعی، عبدالحسین شهنازی، مرتضی محجوبی و برادرش رضا محجوبی، حسین یاحقی، ابوالحسن صبا به عنوان موسیقی‌دانانی یاد می‌شود که در تکمیل فرم چهارمضراب نقش مهمی داشته‌اند. حسین علیزاده و پرویز مشکاتیان در دههٔ ۱۳۵۰ ه‍.ش چهارمضراب‌هایی با فرم قدیمی و پایهٔ ثابت ساختند که لطفی از آنان به عنوان احیاکنندگان فرم اصیل‌تر چهارمضراب در دورهٔ معاصر نام می‌برد.
درویش‌خان چهارمضراب معروفی در ماهور ساخته که بعداً توسط ابوالحسن صبا ملودی آن کامل شد و برای ویولن تنظیم و اجرا شد. این چهارمضراب به نام «چهارمضراب صبا و درویش‌خان» یا «چهارمضراب درویش‌خان و صبا» نیز شناخته می‌شود. محمدرضا لطفی نیز بعداً همین چهارمضراب را در آلبوم به یاد درویش‌خان اجرا و منتشر کرد.
چهارمضراب جلیل شهناز و پرویز یاحقی نمونه‌ای از چهارمضراب‌هایی است که به شکل امروزی این فرم نزدیک‌تر است و در آن پایهٔ چهارمضراب در طول اجرای قطعه تغییر می‌کند. در این قطعه از سه ساز تار، تنبک و ویولن استفاده شده‌است.

## یادداشت
1. ↑  اسپیکاتو (به ایتالیایی: spiccato) تکنیکی شبیه به استاکاتو در نواختن سازهای آرشه‌ای مثل ویولن است. در استاکاتو نت به صورت منقطع (جدا از نت‌های قبلی و بعدی) اجرا می‌شود ولی آرشه روی سیم ساز می‌ماند. در اسپیکاتو، نت منقطع اجرا می‌شود و در انتهای اجرای نت، آرشه از سیم جدا می‌شود.[۵۱]